# Afmadow
Afmadow (en somali : Afmadoow) est une ville du sud de la Somalie, située au milieu de la région de Jubaland et à 620 km de la capitale Mogadiscio. Sa population est d'environ 40 000 habitants. Elle est bordée par l'État du Kenya et les villes somaliennes de Badhadhe, Kismayo, Jamame, Jilib, Hagar, Bardhere et Elwaq. 
Elle abrite une grande variété d'animaux sauvages dont le Big five. La végétation est constituée de prairies riches, délimitée par des zones à climat semi-aride. Afmadow est principalement habitée par le clan Mohamed Zubeyr.

## Histoire
En 2006, lors de la guerre civile somalienne, Afmadow comme les autres districts de la région ont été pris par l'Union des tribunaux islamiques.
Le 21 novembre 2009, alors que la milice islamiste Al-Shabbaab avait pris le contrôle d'Afmadow, des milliers d'habitants ainsi que des travailleurs humanitaires occidentaux ont fui la ville par crainte de violences. Un jour plus tôt, un autre groupe nommé Hizbul Islam avait quitté la zone, ce qui avait permis à Al-Shabbaab d'avancer ses troupes sans beaucoup de résistance.
La tension s'est accrue entre les deux milices depuis les anciens alliés étaient tombés le mois précédent à Kismayo. Cela avait conduit à des combats et à la prise de Kismayo par la milice Al-Shabbaab en octobre 2009.
Le 18 octobre 2011, des témoins oculaires ont déclaré que des avions provenant du Kenya effectuaient des manœuvres de vol au-dessus de la ville. Ils ont aussi déclaré qu'Al-Shabbaab préparait des systèmes d'enracinement pour se défendre contre une attaque prévue par les forces de défense kényanes dans une intervention coordonnée avec les forces armées somaliennes.
Le 31 mai 2012, on a signalé que l'Union africaine (forces kényanes) et les troupes gouvernementales somaliennes ont capturé la ville, Al-Shabbaab l'ayant abandonnée sans combat.